# Гіллегом
Гіллегом (нід. Hillegom) — муніципалітет у Нідерландах, у провінції Південна Голландія.

## Населення
Станом на 31 січня 2022 року населення муніципалітету становило 22307 осіб. Виходячи з площі муніципалітету 12,87 кв. км., станом на 31 січня 2022 року густота населення становила 1.733  осіб/кв. км.
За даними на 1 січня 2020 року 18,5%  мешканців муніципалітету мають емігрантське походження, у тому числі 11,6%  походили із західних країн, та 6,9%  — інших країн.